# Thomas Erskine, 1. Baron Erskine

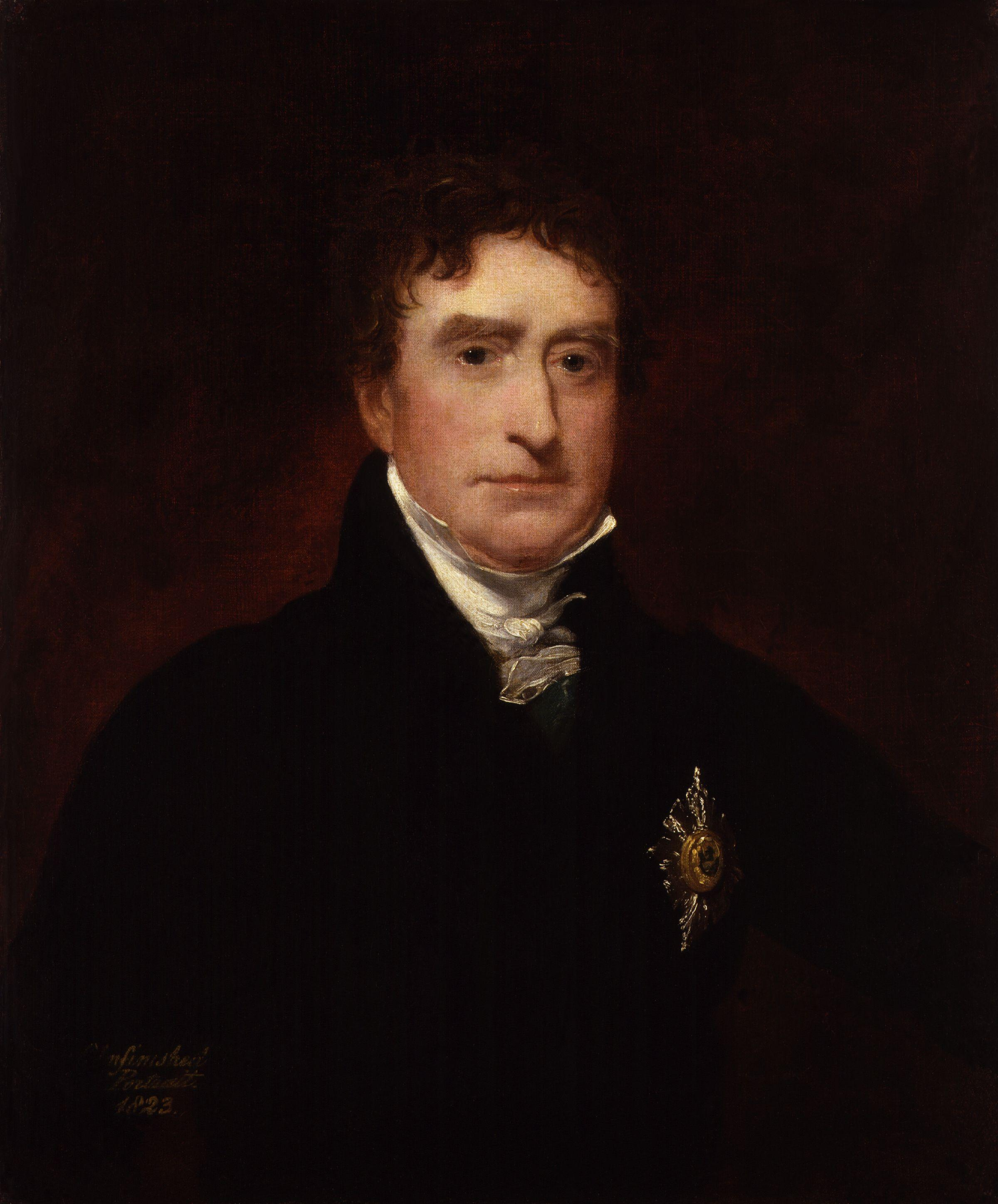
Thomas Erskine, 1. Baron Erskine.

Thomas Erskine, 1. Baron Erskine (* 10. Januar 1750 in Edinburgh; † 17. November 1823 in Almondell, West Lothian) war ein britischer Politiker und Adliger mit schottischer Abstammung.

## Leben
Sein Vater war Henry David Erskine, 10. Earl of Buchan, seine Mutter war Agnes, Tochter des Sir James Steuart, 1. Baronet. Als dritter Sohn hatte er keine Aussicht, den Titel oder das Erbe seines Vaters zu erhalten. Er schlug daher zuerst eine militärische Laufbahn ein und trat 1764 als Midshipman in die Royal Navy ein. 1768 wechselte er als Ensign des 1st (Royal) Regiment of Foot zur British Army und stieg dort 1773 zum Lieutenant auf. 1774 schied er aus dem Armeedienst aus.
1776 schrieb er sich am Trinity College der Universität Cambridge ein; das Studium schloss er 1778 mit einem Master of Arts (M.A.) ab. Im gleichen Jahr wurde er von der Anwaltskammer Lincoln’s Inn als Barrister zugelassen. Bereits 1783 folgte die Ernennung zum King’s Counsel. Zu diesem Zeitpunkt galt er bereits als einer der besten Sachwalter Englands und wurde oft in bedeutenden politischen Prozessen, welche die Regierung einleitete, von den Beklagten zum Rechtsbeistand gewählt.
Seine politische Karriere verlief parallel zu seinen juristischen Tätigkeiten. Er war zwischen 1783 und 1784 als Whig-Abgeordneter für das Borough Portsmouth Mitglied des House of Commons. 1783 wurde er für George, Prince of Wales, als Attorney General tätig; 1792 verlor er wegen seiner Verteidigung von Thomas Paine dieses Amt. Von 1790 bis 1806 war er erneut als Abgeordneter für Portsmouth Mitglied des House of Commons. 1802 wurde er zudem Chancellor of the Duchy of Cornwall (ein Ehrentitel ohne Amtspflichten). 1806 wurde er, möglicherweise auf Betreiben des Prince of Wales, von dessen Vater Georg III. ins Privy Council berufen. Danach erfolgte die Ernennung zum Lord High Chancellor, dieses Amt hatte er bis zum 7. April 1807 inne.
Am 10. Februar 1806 wurde er als Baron Erskine, of Restormel Castle in the County of Cornwall, in den erblichen Adelsstand der Peerage of the United Kingdom erhoben und wurde dadurch Mitglied des House of Lords. 1815 wurde er zusätzlich zum Knight Companion des schottischen Distelordens geschlagen.
Er starb am 17. November 1823 an einer Lungenentzündung. Seinen Adelstitel erbte sein ältester Sohn David.

## Wirken
In seiner Zeit als Anwalt nahm er an Beratungen über die Rechte der Jury teil; verteidigte unter anderem Lord George Gordon und Thomas Paine und sprach sich 1808 für die Rechte der irischen Katholiken aus. Er reichte 1814 eine Petition von 80 Geistlichen ein, die die Aufhebung des Sklavenhandels zum Ziel hatte und gehörte unausgesetzt zur liberalen Opposition.
Seine Schrift A view of the causes and consequences of the present war with France (London 1797), worin er die Prinzipien der französischen Revolution verfocht, erlebte 48 Auflagen. Seine Reden erschienen in 6 Bänden gesammelt 1803 in London (in neuer Ausgabe von Lord Brougham in 4 Bänden 1847 sowie in Auswahl mit Biographie von Walford, 1880). Auch schrieb er anonym einen politischen Roman: Armata (London 1817, 2 Bde.), eine Imitiaton von Gullivers Reisen.

## Ehen und Nachkommen
In erster Ehe heiratete er 1770 Frances Moore († 1805), Tochter des Unterhausabgeordneten Daniel Moore. Mit ihr hatte er vier Söhne und drei Töchter:
- David Montagu Erskine, 2. Baron Erskine (1777–1855);
- Very Rev. Hon. Henry David Erskine (1786–1859), Dekan von Ripon in Yorkshire, ⚭ 1813 Lady Mary Harriet Dawson, Tochter des John Dawson, 1. Earl of Portarlington;
- Rt. Hon. Thomas Erskine (1788–1868), Richter am Court of Common Pleas, ⚭ 1814 Henrietta Eliza Trail († 1865);
- Hon. Esmé Stuart Erskine (1789–nach 1815), Lieutenant-Colonel der British Army, Deputy-Adjutant-General bei der Schlacht bei Waterloo 1815, ⚭ 1809 Eliza Bland Smith;
- Hon. Frances Erskine († 1859), ⚭ 1802 Rev. Dr. Samuel Holland († 1857), Präzentor von Chichester Cathedral, Pfarrer von Poynings in Sussex;
- Hon. Elizabeth Erskine († 1800), ⚭ 1798 Sir David Erskine, illegitimer Sohn des David Erskine, 11. Earl of Buchan;
- Hon. Mary Erskine († 1864), ⚭ 1805 Edward Morris († 1815).

In zweiter Ehe heiratete er 1818 Sarah Buck († 1825). Mit ihr hatte er ein Kind:
- Hon. Hampden Erskine (* 1821).